# Mark Dayton
Mark Brandt Dayton (født 26. januar 1947 i Minneapolis) er en amerikansk politiker. Han var den 40. guvernør for den amerikanske delstat Minnesota fra 2011 indtil 2019. Fra 2001 til 2007 repræsenterede han delstaten i USAs Senat. Dayton er medlem af Minnesota Democratic–Farmer–Labor Party (DFL Party).

## Politisk karriere

### Senator
I 1982 forsøgte Dayton uden held af blive valgt til Senatet i USA.
Mark Dayton stillede også op til valget i 2000 som delstaten Minnesotas Senator i USAs Senat. Dayton var en af arvingerne til det nu lukkede Dayton's Department Store, og han finansierede sin 12 millioner dollar dyre valgkampagne af egne penge. Dayton vandt valget, og afløste 3. januar 2001 republikaneren Rod Grams som delstatens Senator. Mark Dayton genopstillede ikke ved valget i 2006, og 3. januar 2007 blev han afløst på posten af partifællen Amy Klobuchar.

### Guvernør
Mark Dayton annoncerede 16. januar 2009 at han ville stille op som DFL Partys kandidat til guvernørvalget i Minnesota i efteråret 2010. Ved DFLs primærvalg vandt Dayton over 3 modkandidater med 41.3% af stemmerne, hvor Margaret Anderson Kelliher med 39.8% var den nærmeste konkurrent. 
Dayton vandt 2. november 2010 guvernørvalget over sin republikanske modkandidat Tom Emmer, med en margen på kun 8770 stemmer (0.42%), ud af 2.106.979 afgivende stemmer. Dayton blev 3. januar 2011 taget i ed som Minnesotas 40. guvernør, hvor han afløste Tim Pawlenty fra det Republikanske parti. Dette skete på 10-årsdagen for starten af Daytons første perioden i Senatet.